# Pous de gel (Lleida)
Els Pous de gel és una obra de Lleida (Segrià) inclosa a l'Inventari del Patrimoni Arquitectònic de Catalunya.

## Descripció
Es tracta de pous destinats a l'emmagatzematge de l'aigua que havia d'abastir tota la ciutat, tal com són presents a altres pobles de Segrià. Estan situats al vessant de Magdalena, executats en pedra, es troben en bon estat de conservació.